# Progreso (Morelos)
Progreso es una localidad del estado mexicano de Morelos. Es parte del municipio de Jiutepec.

## Demografía
| Gráfica de evolución demográfica |
|                                  |

| Censo | Población |
| ----- | --------- |
| 1940  | 410       |
| 1950  | 543       |
| 1960  | 944       |
| 1970  | 1924      |
| 1980  | 2441      |
| 1990  | 4783      |
| 2000  | 12722     |
| 2010  | 14525     |
| 2020  | 16746     |